# Masacrando MC's
Masacrando MC's es el nombre primer álbum de estudio del dúo Lito & Polaco. Fue publicado en el año 2000 por Pina Records, siendo este su primer trabajo con la compañía, luego de su salida de MadYatch Records.

## Producción
El álbum fue lanzado con la compañía Pina Records; anteriormente Lito y Polaco pertenecían a la compañía "La Industria" de DJ Eric, pero ellos se desvincularon de tal compañía por problemas, luego de esto el dúo comenzó una guerra lírica contra los artistas de "La Industria" y DJ Eric. En el año 1999 firmaron con el sello discográfico Pina Récords.
En este álbum se encuentran canciones de reguetón, pero también hay tiraeras como: "Quien Mejor Que Yo (Masacre de MC’s)" que van dirigidas a los enemigos que el dúo tenía en esa época como Baby Rasta & Gringo, Tempo, Mexicano, MC Ceja, DJ Eric, Cavalucci, DJ Playero, Vico C, Don Chezina. Lito & Polaco se caracterizan principalmente por sus tiraeras, pero también hay temas en donde hablan acerca de situaciones difíciles de la vida o de personas que viven desgracias o están por el camino equivocado dejando así mensajes positivos para que la gente se concientice.

## Colaboraciones
Contaron con la colaboración del artista O.G. Black en la canción "Morirán" y también con la colaboración de Héctor & Tito en el tema "Caminando Contra El Viento".

## Videos
Los videos que salieron de esta producción fueron la canción "Sucesos" y "Poco Tiempo" de Lito y Polaco.

## Lista de canciones
| No. | Canción | Artista(s)                        |
| --- | --- | --------------------------------- |
| 1.  | «Intro» | Lito & Polaco                     |
| 2.  | «Sucesos» | Lito & Polaco                     |
| 3.  | «Quien Mejor Que Yo» [Masacre De Mc´s] (Tiraera Pa' Tempo, Mexicano, DJ Playero, Baby Rasta & Gringo, Cavalucci, MC Ceja, Vico C, Notty Boy, Don Chezina y DJ Eric) | Lito & Polaco                     |
| 4.  | «Caminando Contra El Viento» | Lito & Polaco feat. Héctor & Tito |
| 5.  | «Interlude (Emboscada)» | Lito & Polaco                     |
| 6.  | «Poco Tiempo» | Lito & Polaco                     |
| 7.  | «En Esto De Hip-Hop» (Tiraera Pa' Mexicano, Tempo, Baby Rasta & Gringo)                                                                                             | Lito & Polaco                     |
| 8.  | «Morirán» (Tiraera Pa' Tempo, Bando Korrupto 6 Notty Boy) | Lito & Polaco feat. O.G. Black    |
| 9.  | «Mueran Hoy» (Tiraera Pa' Tempo, DJ Eric, La Industria, MC Ceja, Cavalucci, Mexicano, Baby Shabba, Baby Rasta y Falo)                                               | Lito & Polaco                     |
| 10. | «Machacando Idiotas» (Tiraera Pa' Notty Boy, Bando Korrupto, DJ Eric y Bebe)                                                                                        | Lito & Polaco                     |
| 11. | «Boricua Murderes» (Tiraera Pa' Cavalucci, Baby Rasta, Tempo, MC Ceja)                                                                                              | Lito & Polaco                     |